# Panicum rudgei
Panicum rudgei là một loài thực vật có hoa trong họ Hòa thảo. Loài này được Roem. & Schult. mô tả khoa học đầu tiên năm 1817.